# 庾珉
庾珉（3世纪—313年3月6日），字子琚，颍川郡鄢陵县（今河南鄢陵西北）人，西晋政治人物，庾峻之子。

## 生平
庾珉生性好学，为人忠厚。历任散骑常侍、本国中正、侍中，封长岑男。晋怀帝司马炽被刘聪所俘，庾珉跟随司马炽在平阳。311年六月廿一日，刘聪宣布大赦，改年号为嘉平。任命司马炽为特进左光禄大夫，封为平阿公。以庾珉、王雋为光禄大夫。
313年正月初一，汉主刘聪在光极殿宴请群臣，派司马炽身穿青衣巡行酌酒劝饮。庾珉、王雋等人非常悲愤，跪着向司马炽献酒，放声大哭，因此刘聪讨厌他们。有人告发庾珉和王雋等人策划要在平阳接应刘琨，二月初一（313年3月6日），刘聪杀庾珉、王雋等原晋朝的大臣十多人，晋怀帝也遇害。洛阳还没沦陷时，庾珉任侍中，在宫内当值，对同僚许遐说：“世道如此，将有祸难，我会死在这间屋子里！”他最终没有幸免。晋孝武帝太元末年，东晋朝廷追赠他谥号“贞”。

## 同僚
王雋，担任西晋侍中、汉国光禄大夫。和庾珉一起被害。